# Base aérienne de Lida
La base aérienne de Lida  est une structure militaire en Biélorussie située à Lida dans le Voblast de Hrodna.

## Historique
Elle est créée en 1906 lorsque la 9e compagnie aéronautique de l'armée de Mandchourie est déplacée d'Extrême-Orient à Lida. Elle accueille dans un premier temps des ballons avant, en 1913, de s'ouvrir aux avions.
Pendant la Seconde Guerre mondiale, des unités de la Luftwaffe étaient basées sur l'aérodrome : III./JG 52, IV./JG 51, I./SG 1, 10.(Pz)/SG 3, Stab/NSGr. 2, 1./NSGr. 2, 2./NSGr. 2, 3./NSGr. 2, stab./NAGr. dix.
Pendant la période soviétique : 
- 74e régiment d'aviation d'assaut de la Garde,
- 136e régiment d'aviation d'assaut de la Garde,
- 911e régiment d'aviation,
- 1re division d'aviation mixte de la Garde.

## Situation
| Minsk-2 Orcha Brest Homiel · Gomel Hrodna · Grodno Mahiliow · Moguilev Zyabrovka Lida Baranavitchy Borovitsy Matchoulichtchi Chtchoutchyn |